# Чипата
Чипа́та (англ. Chipata) — город в Замбии, административный центр Восточной провинции страны.

## История
Ранее носил название Форт Джеймсон. С 1899 по 1911 год Чипата была столицей протектората Северо-Восточная Родезия.

## География
Город расположен в 8 километрах от границы с Малави, на дороге, соединяющей Лилонгве (130 км) и Лусаку (550 км). Абсолютная высота — 1212 метров над уровнем моря.

## Климат
| Показатель                    | Янв. | Фев. | Март | Апр. | Май  | Июнь | Июль | Авг. | Сен. | Окт. | Нояб. | Дек. | Год  |
| ----------------------------- | ---- | ---- | ---- | ---- | ---- | ---- | ---- | ---- | ---- | ---- | ----- | ---- | ---- |
| Средний суточный максимум, °C | 27,2 | 27,4 | 27,8 | 27,6 | 26,6 | 25,0 | 24,9 | 27,1 | 30,3 | 32,1 | 31,2  | 28,1 | 27,9 |
| Средняя температура, °C       | 22,1 | 22,0 | 22,0 | 21,4 | 20,0 | 18,2 | 18,1 | 20,4 | 23,9 | 25,6 | 24,9  | 22,6 | 21,7 |
| Средний суточный минимум, °C  | 18,2 | 18,0 | 17,9 | 16,7 | 14,2 | 11,7 | 11,8 | 14,2 | 17,7 | 19,9 | 19,6  | 18,6 | 16,5 |
| Норма осадков, мм             | 252  | 225  | 166  | 49   | 4    | 1    | 0    | 0    | 0    | 13   | 81    | 220  | 1011 |
| Источник: World Climate       |      |      |      |      |      |      |      |      |      |      |       |      |      |

## Экономика и транспорт
Город является важным центром торговли региона. Имеется железнодорожное сообщение и аэропорт. В городе есть англиканская церковь Апостола Павла и мечеть. Чипата — популярный отправной пункт для путешествия к национальному парку Южная Луангва.

## Население
По данным на 2013 год численность населения составляет 122 148 человек. Наиболее распространённые языки населения — ньянджа и английский. В Чипате проживает большое количество индийцев.
Динамика численности населения города по годам:
| 1980   | 1990   | 2000   | 2013    |
| ------ | ------ | ------ | ------- |
| 32 291 | 52 213 | 73 110 | 122 148 |

## Известные уроженцы
- Каманга, Рубен (1929—1996) — политический и государственный деятель, 1-й вице-президент Замбии (1964-1967).